# Dryolimnas
Dryolimnas Sharpe, 1893 è un genere di uccelli della famiglia dei Rallidi.

## Tassonomia
Comprende due sole specie:
- Dryolimnas cuvieri (Pucheran, 1845) - rallo di Cuvier;
- Dryolimnas augusti † Mourer-Chauviré, Bour, Ribes e Moutou, 1999 - rallo di Réunion.

Il rallo di Réunion si estinse nel XVII secolo, mentre una sottospecie del rallo di Cuvier, D. c. aldabranus, propria di Aldabra, è l'ultimo uccello incapace di volare delle isole dell'oceano Indiano occidentale. È diffusa soprattutto sull'isola di Malabar, ma è presente anche su quella di Polymnieli e su altre isole. L'altra sottospecie esistente, D. c. cuvieri, vive in Madagascar e a Mauritius.
Lo scheletro di questi Rallidi, malgrado le maggiori dimensioni, presenta varie similitudini con quello dei ralli del genere Lewinia, e in passato gli studiosi riunivano le specie di Dryolimnas e Lewinia in un unico genere.